# Marl
Marl – miasto w Niemczech, w kraju związkowym Nadrenia Północna-Westfalia, w rejencji Münster, w powiecie Recklinghausen. W 2010 liczyło 87 557 mieszkańców.

## Współpraca
Miejscowości partnerskie:
- Bitterfeld, Niemcy (Saksonia-Anhalt)
- Creil, Francja
- Herclijja, Izrael
- Kuşadası, Turcja
- Pendle, Wielka Brytania
- Zalaegerszeg, Węgry
- Krosno, Polska.